# Niekłonice
Niekłonice is een plaats in het Poolse district  Koszaliński, woiwodschap West-Pommeren. De plaats maakt deel uit van de gemeente Świeszyno en telt 361 inwoners.